# Opsaridium
Opsaridium é um género de peixe actinopterígeo da família Cyprinidae.

## Espécies
- Opsaridium boweni (Fowler, 1930)
- Opsaridium engrauloides (Nichols, 1923)
- Opsaridium leleupi (Matthes, 1965)
- Opsaridium loveridgii (Norman, 1922)
- Opsaridium maculicauda (Pellegrin, 1926)
- Opsaridium microcephalum (Günther, 1864)
- Opsaridium microlepis (Günther, 1864)
- Opsaridium peringueyi (Gilchrist & W. W. Thompson, 1913)
- Opsaridium splendens Taverne & De Vos, 1997
- Opsaridium tweddleorum P. H. Skelton, 1996
- Opsaridium ubangiense (Pellegrin, 1901)
- Opsaridium zambezense (W. K. H. Peters, 1852)